# Terremoto de Oaxaca de 2020
El terremoto de Oaxaca de 2020 fue un movimiento telúrico ocurrido en México el 23 de junio de 2020 a las 10:29:03 hora local (UTC-6). El Servicio Sismológico Nacional reviso la magnitud a 7.4 Mw con epicentro a 4 kilómetros al norte de Crucecita, Oaxaca. El Servicio Geológico de los Estados Unidos reviso el sismo con una magnitud de 7.4 Mw con una profundidad de 20,0 km con epicentro a 9 km al suroeste de Santa María Xadani, México.
El sismo fue perceptible en Veracruz,Tabasco, Chiapas, Guerrero, Morelos, Puebla, Michoacán, el Estado de México y la Ciudad de México, así como muy levemente en los estados de Guanajuato, Hidalgo, Querétaro, Jalisco, Colima, Campeche, Yucatán, Quintana Roo y Nayarit. Posterior al terremoto se emitió una alerta de tsunami para las costas del Océano Pacífico en México, Ecuador, El Salvador, Guatemala y Honduras, desactivada horas más adelante.

## Daños
Se reportaron daños generalizados desde Oaxaca, con más de 8000 casas afectadas en 145 de los 570 municipios del estado. Otras estructuras dañadas incluyeron 213 escuelas, 15 centros de salud, tres hospitales, 7 puentes y 25 secciones de carreteras estatales. En Michoacán solo se reportó afectaciones leves en un salón de una escuela secundaria en la localidad de Charo. Las calles y los edificios también se sacudieron en la Ciudad de México, y se observaron daños en al menos 32 edificios en toda la ciudad, incluido el colapso de una residencia de un solo piso y 3 edificios que ya estaban seriamente dañados por el terremoto de Puebla de 2017.

### Afectaciones en Oaxaca
Regiones de Oaxaca afectadas ordenadas por intensidad:
| Oaxaca                | Oaxaca                 |
| --------------------- | ---------------------- |
| Región                | Intensidad en Mercalli |
| Sierra Sur            | VIII (Severo)          |
| Costa                 | VIII (Severo)          |
| Valles Centrales      | VII (Muy fuerte)       |
| Istmo                 | VI (Fuerte)            |
| Mixteca               | VI (Fuerte)            |
| Sierra Norte          | VI (Fuerte)            |
| Cañada                | VI (Fuerte)            |
| Cuenca del Papaloapan | VI (Fuerte)            |

### Estados afectados
Orden por intensidad:
| México           | México                 |
| ---------------- | ---------------------- |
| Estado           | Intensidad en Mercalli |
| Oaxaca           | VII (Muy fuerte)       |
| Ciudad de México | VI (Fuerte)            |
| Puebla           | VI (Fuerte)            |
| Tlaxcala         | VI (Fuerte)            |
| Veracruz         | VI (Fuerte)            |
| Chiapas          | V (Moderado)           |
| Tabasco          | V (Moderado)           |
| Guerrero         | V (Moderado)           |
| Morelos          | IV (Ligero)            |
| Estado de México | IV (Ligero)            |
| Michoacán        | III (Débil)            |
| Hidalgo          | III (Débil)            |
| Querétaro        | II (Débil)             |

## Resumen tectónico
El Terremoto de Oaxaca de 2020 se produjo como resultado de una falla inversa en o cerca del límite de la placa tectónica entre las placa de Cocos y la placa norteamericana. Las soluciones de mecanismo focal para el evento indican que se produjo una ruptura en una falla de empuje de inmersión superficial que golpeó hacia el oeste o en una falla inversa de inmersión pronunciada que golpeó hacia el este. Las soluciones de profundidad y mecanismo focal del evento son consistentes con su ocurrencia en la interfaz de la zona de subducción entre estas placas, aproximadamente a 100 km al noreste de la Trinchera de América Central, donde la placa de Cocos comienza su descenso hacia el manto debajo de México. En la región de este terremoto, la placa de Cocos se mueve aproximadamente hacia el noreste a una velocidad de 60 mm/año.